# 科列利奇 (佩列梅什利亞內區)
49°32′21″N 24°32′28″E / 49.53917°N 24.54111°E

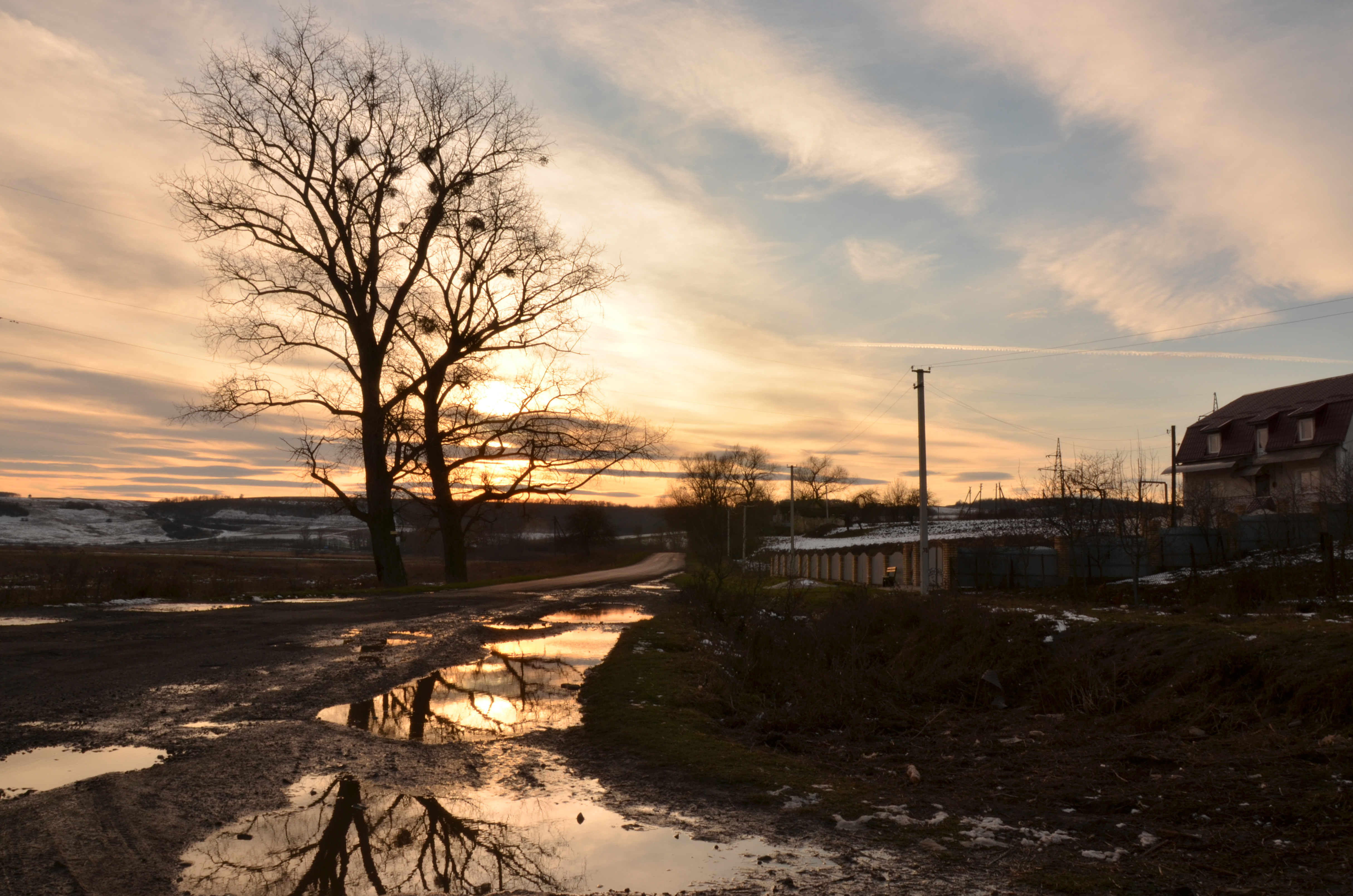

科列利奇（烏克蘭語：Кореличі）是烏克蘭西部的村莊，隸屬利維夫州的利維夫區。該村始建於1432年，面積4.79平方公里，海拔高度302米，人口950，人口密度每平方公里219.83人。